# A Hard Rain’s a-Gonna Fall
A Hard Rain’s a-Gonna Fall – piosenka napisana przez Boba Dylana, nagrana przez niego w 1962 r. i wydana na drugim albumie The Freewheelin’ Bob Dylan (1963). Tytuł tego protest songu, trudny do jednoznacznego oddania po polsku, można przetłumaczyć jako „Nadchodzi ciężki deszcz”.

## Historia
„A Hard Rain’s a-Gonna Fall” jest jednym z najważniejszych protest songów Dylana. Legenda powstała na podstawie tekstu z wkładki do albumu The Freewheelin’ Bob Dylan głosiła, że utwór ten powstał w związku z kryzysem kubańskim w październiku 1962 r., kiedy to wybuch wojny wydawał się być nieunikniony. Jednak jest to tylko legenda. Kompozycja ta, może jeszcze nie w ostatecznym kształcie, była już gotowa parę miesięcy wcześniej.
Po raz pierwszy została wykonana przez Dylana publicznie 22 września 1962 r. w Carnegie Hall podczas koncertu Carnegie Hall Hootenanny. W tym samym miesiącu – niestety nie wiadomo czy przed koncertem w Carnegie Hall, czy po nim – kompozycja została nagrana w domu Evy i Maca McKenziech w Nowym Jorku.
Trzecie wykonanie tego utworu, też jeszcze przed nagraniem na albumie, odbyło się w październiku 1962 r. w Gaslight Cafe. Te nagrania zostały wydane w 2005 r. na CD Live at the Gaslight 1962
„A Hard Rain’s a-Gonna Fall” było ostatnią piosenką nagraną na potrzeby albumu The Freewheelin’ Bob Dylan. I kiedy album był już gotowy, zarząd firmy wymusił wycofanie ośmieszającego skrajnie prawicową organizację utworu „Talkin’ John Birch Paranoid Blues”. Dylan wykorzystał okazję i wycofał jeszcze trzy inne utwory wprowadzając w ich miejsce piosenki nagrane na dodatkowej sesji z 24 kwietnia 1963 r., wśród nich protest song „Masters of War”.

## Tekst
Kompozycja „A Hard Rain’s a-Gonna Fall” nie była podobna do żadnej z piosenek napisanych do tej pory przez Dylana. Był to utwór wizjonerski, proroczy a przy tym apokaliptyczny. Zwiastował serię podobnych kompozycji, takich jak np. „Gates of Eden” (1965), „Desolation Row” (1965), „Foot of Pride” (1983) i „Dignity” (1994). Bohaterem w nich był młody-stary narrator-poszukiwacz, który odbywa podróż do innego świata, aby powrócić z „nowiną”.
Dylan zaczął odkrywać także nową technikę poetycką, którą doprowadził później do perfekcji w utworach do albumu Blonde on Blonde (1966). Robert Shelton określił dzieło jako „rozbłyskujący łańcuch obrazów-wyobrażeń”. Wypowiedział się także na ten temat sam Dylan, i to na okładce albumu: „[A Hard Rain’s a-Gonna Fall] jest rodzajem piosenki zdesperowanej. Każdy wers jest faktycznie początkiem nowej piosenki. Jednak kiedy to pisałem pomyślałem, że nie będę miał wystarczająco czasu w życiu, aby napisać wszystkie te piosenki, więc włożyłem to wszystko do tej jednej”.
Wzorem dla piosenki była 12. ballada ze zbioru Childa znana jako „Lord Randal” (lub „Lord Randall”). Był to tradycyjny utwór, który zachował się wśród tych licznych anglosaskich piosenek dla dzieci. Zwrócił na nie uwagę Dylana angielski muzyk folkowy Martin Carthy. Już sam początek ballady nakierowuje na Dylana:
Oh, where ha’ you been, Lord Randal my son? And where ha’ you been, my hansome young man?
I ha’ been at greenwood, mother, make my bed soon
For I’m wearied wi’ hunting, and fain was lie down.
Istnieje wiele wersji ballady „Lord Randall, ale wszystkie stosują ten sam schemat strukturalny – pytanie–odpowiedź.
Zasadnicza różnica w tekście Dylana polega na tym, że odpowiedzi „niebieskookiego syna” są surrealistycznym strumieniem obrazów i wyobrażeń. Ich źródeł z kolei można dopatrzyć się w takich poematach Allena Ginsberga jak Skowyt (1956) czy Kadysz i inne wiersze (1961), obrazach jak Guernica Picassa, poezji Francuzów, Rimbauda czy Charles’a Baudelaire’a. Nie można tu także pominąć Williama Blake’a, którego m.in. studiowała jego dziewczyna Suze Rotolo.
Dylan stworzył jednak całkowicie nową jakość – wykorzystał symbolizm, wyobraźnię, obrazy, światło i ciemność na swój oryginalny sposób. Szczególne są jego kontrastujące obrazy związane ze śmiercią i życiem. Ogólnie ciemny, ponury i nie przynoszący nadziei obraz kosmosu jest jednak rozjaśniany od czasu do czasu obrazami piękna, jak młoda dziewczyna, która dała narratorowi tęczę. I ostatnie wersy utworu, dzięki nadziei, także rozjaśniają nieco wydźwięk wiersza.
Pojawiały się interpretacje, że tytułowy nadchodzący ciężki lub twardy deszcz, powtarzający się w refrenach, to opad radioaktywny po wojnie atomowej. Dylan jednak zaprzeczył, żeby miał to konkretnie na myśli, między innymi w wywiadzie radiowym udzielonym Studsowi Terkelowi w 1963 r.: „Nie, to nie jest deszcz atomowy, to po prostu ciężki deszcz. To nie opad radioaktywny. Chodzi mi o jakiś rodzaj końca, który po prostu musi nastąpić…”.

## Sesje
Dylan stosunkowo często wykonywał ten utwór w aranżacjach akustycznych, elektrycznych, a nawet wyłącznie instrumentalnych. Bywały jednak nawet kilkuletnie okresy, kiedy obywał się na koncertach bez niego.
- 6 grudnia 1962 – sesje nagraniowe do albumu w Columbia Studio A (Nowy Jork)
- wrzesień 1962 – nagrania w domu Evy i Maca McKenziech (Nowy Jork)
- grudzień 1962 – nagranie i rejestracja utworu dla swojego wydawcy Witmark Music w The Witmark Studio w Nowym Jorku; to nagranie ukazało się w 2010 r. na albumie The Bootleg Series Vol. 9. The Witmark Demos: 1962–1964

## Wykonania koncertowe
1962
- 22 września 1962 – występ Dylana w Carnegie Hall w ramach Carnegie Hall Hootenanny
- Październik 1962 – koncert Dylana w Gaslight Cafe; te nagrania zostały wydane w 2005 r. na albumie Live at the Gaslight 1962

1963
- 12 kwietnia 1963 – pierwszy wielki koncert Dylana w Town Hall w Nowym Jorku (koncert został nagrany i kilka utworów z niego miało wejść na pierwszy koncertowy album artysty; plany jednak upadły – pozostała tylko wydrukowana okładka)
- 24 kwietnia lub 2 maja 1963 – występ w chicagowskim klubie „The Bear”
- 26 kwietnia 1963 – nagrania w studiu radia WFMT w Chicago dla programu Studs Terkel Wax Museum
- 17 maja 1963 – Dylan przybył na Monterey Folk Festival (wykonał trzy protest songi: „Talkin’ John Birch Paranoid Blues”, „A Hard Rain’s a-Gonna Fall” i „Masters of War”; konserwatywna, kompletnie nieprzygotowana na Dylana folkowa publiczność reagowała śmiechem i głośno rozmawiała podczas jego występu; amerykańska piosenkarka Barbara Dane uważała, że publiczność była w szoku)
- 26 lipca 1963 – występ na Newport Folk Festival
- 26 października 1963 – występ w Carnegie Hall (pierwszy koncert, na który zaprosił swoich rodziców; nagrany został z myślą o koncertowym albumie)

1964
- 1 lutego 1964 – nagrania dla kanadyjskiej CBC TV dla programu The Times They Are a-Changin’
- 17 maja 1964 – koncert w Royal Festival Hall w Londynie, Anglia
- wrzesień 1964 – koncert w Town Hall w Filadelfii w stanie Pensylwania
- 24 października 1964 – koncert w Symphony Hall w Bostonie w stanie Massachusetts
- 31 października 1964 – koncert w Philharmonic Hall w Nowym Jorku (wydany na The Bootleg Series Vol. 6: Bob Dylan Live 1964, Concert at Philharmonic Hall)
- 25 listopada 1964 – koncert w Civic Auditorium w San Jose w Kalifornii

1971
1 sierpnia 1971 r., po kilku latach przerwy, Dylan wykonywał tę piosenkę podczas koncertu The Concert for Bangladesh. Nagranie z drugiego koncertu znalazło się zarówno na albumie jak i na DVD.
1974
Tournée po Ameryce z The Band (od 3 stycznia 1974)
- 4 lutego 1974 – koncert w Missouri Arena w Saint Louis, Missouri

1975
Rolling Thunder Revue (od 30 października 1975)
- 30 października 1975 – koncert w War Memorial Auditorium w Plymouth w Massachusetts
- 31 października 1975 – koncert w War Memorial Auditorium w Plymouth w Massachusetts
- 1 listopada 1975 – koncert na South Eastern Massachusetts University w North Dartmouth, Massachusetts
- 2 listopada 1975 – koncert w Technical University, Lowell, Massachusetts
- 4 listopada 1975 – koncerty w Civic Center w Providence, stan Rhode Island (koncerty wieczorny i nocny)
- 6 listopada 1975 – koncert w Civic Center w Springfield, Massachusetts (koncerty wieczorny i nocny)
- 8 listopada 1975 – koncert w Patrick Gymnasium” na University of Vermont w Burlington, Vermont
- 9 listopada 1975 – koncert na University of New Hampshire w Durham, stan New Hampshire
- 11 listopada 1975 – koncert w Palace Theater w Waterbury, stan Connecticut
- 13 listopada 1975 – koncerty w Veterans Memorial Coliseum w New Haven, Connecticut. Koncert nocny
- 21 listopada 1975 – koncert w Boston Music Hall w Bostonie, stan Massachustetts. Koncerty wieczorny oraz nocny
- 24 listopada 1975 – koncert w Civic Center Arena w Hartford w stanie Connecticut
- 27 listopada 1975 – koncert w Municipal Auditorium w Bangor, Maine.
- 2 grudnia 1975 – koncert w Maple Leaf Gardens w Toronto w prow. Ontario w Kanadzie
- 4 grudnia 1975 – koncert w Forum de Montréal w Montrealu w prow. Quebec w Kanadzie (ta wersja ukazała się na albumie The Bootleg Series Vol. 5: Bob Dylan Live 1975, The Rolling Thunder Revue)

1976
Rolling Thunder Revue 2 (od 18 kwietnia 1976)
- 22 kwietnia 1976 – koncert w Starlight Ballroom w Belleview Biltimore Hotel w Clearwater na Florydzie (koncert nocny)
- 23 maja 1976 – koncert na Hughes Stadium” na Stanowym Uniwersytecie Kolorado w Fort Collins w stanie Kolorado

Następnie Dylan wykonywał tę kompozycję podczas Światowego Tournée 1978, jednak nie umieścił utworu na koncertowym albumie Bob Dylan at Budokan (1979).
1978
Światowe Tournée 1978 (od 20 lutego 1978 do 16 grudnia 1978; cała światowa trasa koncertowa Dylana liczyła 114 koncertów)
Daleki Wschód i Australia (od 20 lutego 1978)
- 21 lutego 1978 – koncert w Nippon Budokan w Tokio w Japonii
- 23 lutego 1978 – koncert w Nippon Budokan w Tokio w Japonii
- 24 lutego 1978 – koncert w Matsushita Denki Taiikukan w Hirakacie w Japonii
- 25 lutego 1978 – koncert w Matsushita Denki Taiikukan w Hirakacie w Japonii
- 26 lutego 1978 – koncert w Matsushita Denki Taiikukan w Hirakacie w Japonii
- 28 lutego 1978 – koncert w Nippon Budokan w Tokio w Japonii
- 1 marca 1978 – koncert w Nippon Budokan w Tokio w Japonii (to nagranie zostało umieszczone na Bob Dylan at Budokan, 1979)
- 2 marca 1978 – koncert w Nippon Budokan w Tokio w Japonii
- 3 marca 1978 – koncert w Nippon Budokan w Tokio w Japonii
- 4 marca 1978 – koncert w Nippon Budokan w Tokio w Japonii
- 9 marca 1978 – koncert na Western Spring Stadium w Auckland na Nowej Zelandii
- 12 marca 1978 – koncert w Festival Hall w Brisbane w Queensland w Australii
- 13 marca 1978 – koncert w Festival Hall w Brisbane w Queensland w Australii
- 18 marca 1978 – koncert na Westlake Stadium w Adelaide w Australii Południowej w Australii
- 21 marca 1978 – koncert w Myer Music Bowl w Melbourne w Wiktorii w Australii
- 22 marca 1978 – koncert w Myer Music Bowl w Melbourne w Wiktorii w Australii
- 25 marca 1978 – koncert w Entertainment Center w Perth w Australii
- 27 marca 1978 – koncert w Entertainment Center w Perth w Australii
- 1 kwietnia 1978 – koncert w Sportsground w Sydney w Nowej Południowej Walii w Australii

Los Angeles (od 1 czerwca 1978)
- 1 czerwca 1978 – koncert w Universal Amphitheater w Los Angeles w Kalifornii
- 2 czerwca 1978 – koncert w Universal Amphitheater w Los Angeles w Kalifornii
- 3 czerwca 1978 – koncert w Universal Amphitheater w Los Angeles w Kalifornii
- 4 czerwca 1978 – koncert w Universal Amphitheater w Los Angeles w Kalifornii
- 5 czerwca 1978 – koncert w Universal Amphitheater w Los Angeles w Kalifornii
- 6 czerwca 1978 – koncert w Universal Amphitheater w Los Angeles w Kalifornii
- 7 czerwca 1978 – koncert w Universal Amphitheater w Los Angeles w Kalifornii

Europejskie tournée (od 15 czerwca 1978)
- 15 czerwca 1978 – koncert w Earl’s Court w Londynie w Anglii
- 16 czerwca 1978 – koncert w Earl’s Court w Londynie w Anglii
- 17 czerwca 1978 – koncert w Earl’s Court w Londynie w Anglii
- 18 czerwca 1978 – koncert w Earl’s Court w Londynie w Anglii
- 19 czerwca 1978 – koncert w Earl’s Court w Londynie w Anglii
- 20 czerwca 1978 – koncert w Earl’s Court w Londynie w Anglii
- 23 czerwca 1978 – koncert na Feijenoord Stadion w Rotterdamie w Holandii
- 26 czerwca 1978 – koncert w Westfalenhalle w Dortmundzie w Niemczech
- 29 czerwca 1978 – koncert w Deutschland Halle w Berlinie Zachodnim
- 1 lipca 1978 – koncert na Zeppelinfeld w Norymberdze w Niemczech

1980
A Musical Retrospective Tour (od 9 listopada 1980)
- 22 listopada 1980 – koncert w Fox Warfield Theater w San Francisco w stanie Kalifornia
- 26 listopada 1980 – koncert w Golden Hall w San Diego w stanie Kalifornia
- 30 listopada 1980 – koncert w Paramount Northwest Theatre w Seattle w stanie Waszyngton
- 2 grudnia 1980 – koncert w The Armory w Salem w stanie Oregon
- 3 grudnia 1980 – koncert w Paramount Theatre w Portlandzie w stanie Oregon
- 4 grudnia 1980 – koncert w Paramount Theatre w Portlandzie w stanie Oregon

1981
Jesienne amerykańskie i kanadyjskie tournée (od 16 października 1981)
- 16 października 1981 – koncert w Mecca Auditorium na University of Wisconsin w Milwaukee, stan Wisconsin
- 17 października 1981 – koncert w Mecca Auditorium na University of Wisconsin w Milwaukee, Wisconsin
- 18 października 1981 – koncert w Dane County Memorial Coliseum w Madison, Wisconsin
- 19 października 1981 – koncert w Holiday Star Music Theater w Merrillville, Indiana
- 21 października 1981 – koncert w The Orpheum Theatre w Bostonie, Massachusetts
- 24 października 1981 – koncert w Recreation Building na Pennsylvania State University w State College, Pennsylvania
- 25 października 1981 – koncert w Stabler Arena na Lehigh University w Bethlehem, Pennsylvania
- 27 października 1981 – koncert Meadowlands Brendan T. Byrne Sports Arena w East Rutherford, New Jersey
- 29 października 1981 – koncert w Maple Leaf Gardens w Toronto, Ontario, Kanada
- 30 października 1981 – koncert w Forum de Montréal w Montrealu, Quebec, Kanada
- 31 października 1981 – koncert w Kitchener Arena w Kitchener, Ontario, Kanada
- 2 listopada 1981 – koncert w Civic Center w Ottawie, Ontario, Kanada
- 4 listopada 1981 – koncert w Cincinnati Music Hall w Cincinnati, Ohio
- 5 listopada 1981 – koncert w Cincinnati Music Hall w Cincinnati, Ohio
- 6 listopada 1981 – koncert w Elliot Hall of Music” na Purdue University w West Lafayette, Indiana
- 7 listopada 1981 – koncert w Hill Auditorium na University of Michigan w Ann Arbor, Michigan
- 8 listopada 1981 – koncert w Hill Auditorium na University of Michigan w Ann Arbor, Michigan
- 10 listopada 1981 – koncert w Saenger Performing Arts Center w Nowym Orleanie, Luizjana
- 11 listopada 1981 – koncert w Saenger Performing Arts Center w Nowym Orleanie, Luizjana
- 12 listopada 1981 – koncert w The Summit w Houston, Teksas
- 14 listopada 1981 – koncert w Municipal Auditorium w Nashville, Tennessee
- 15 listopada 1981 – koncert w The Fox Theater w Atlancie, Georgia
- 16 listopada 1981 – koncert w The Fox Theater w Atlancie, Georgia
- 19 listopada 1981 – koncert w Sunrise Musical Theater w Miami, Floryda
- 20 listopada 1981 – koncert w Sunrise Musical Theater w Miami, Floryda
- 21 listopada 1981 – koncert w Civic Center Theatre w Lakeland, Floryda

1984
Europejskie tournée 1984 (od 28 maja 1984)
- 6 czerwca 1984 – koncert w Sportpaleis Ahoy w Rotterdamie w Holandii
- 14 czerwca 1984 – koncert w Wiener Stadthalle-Kiba w Wiedniu w Austrii
- 17 czerwca 1984 – koncert na Stade de L'Ouest w Nicei we Francji
- 20 czerwca 1984 – koncert w Roma Palaeur w Rzymie we Włoszech
- 21 czerwca 1984 – koncert w Roma Palaeur w Rzymie we Włoszech
- 24 czerwca 1984 – koncert na Stadion San Siro w Mediolanie we Włoszech
- 26 czerwca 1984 – koncert na Estado del Rayo Vallencano w Madrycie w Hiszpanii
- 28 czerwca 1984 – koncert na Minestadio del F.C. Barcelona w Barcelonie w Hiszpanii
- 30 czerwca 1984 – koncert na Stade Marcel Saupin w Nantes we Francji
- 1 lipca 1984 – koncert w Parc de Sceaux w Paryżu we Francji
- 3 lipca 1984 – koncert w Grenoble Alpexpo w Grenoble we Francji
- 5 lipca 1984 – koncert w St James’ Park w Newcastle w Anglii
- 7 lipca 1984 – koncert na Wembley Stadium w Londynie w Anglii
- 8 lipca 1984 – koncert w Slane Castle w Slane w Irlandii

1986
Tournée Prawdziwe wyznania (od 5 lutego 1986)
1. Antypody: Nowa Zelandia, Australia, Japonia (od 5 lutego 1986)
- 11 lutego 1986 – koncert w Entertainment Center w Sydney w Nowej Południowej Walii w Australii
- 12 lutego 1986 – koncert w Entertainment Center w Sydney w Nowej Południowej Walii w Australii
- 13 lutego 1986 – koncert w Entertainment Center w Sydney w Nowej Południowej Walii w Australii
- 15 lutego 1986 – koncert w Memorial Drive w Adelaide w Australii Południowej w Australii
- 21 lutego 1986 – koncert na Kooyon Stadium w Melbourne w Victorii w Australii
- 22 lutego 1986 – koncert na Kooyon Stadium w Melbourne w Victorii w Australii
- 24 lutego 1986 – koncert w Entertainment Center w Sydney w Nowej Południowej Walii w Australii
- 6 marca 1986 – koncert w Castle Hall w Osace w Japonii

2. Letnie tournée po USA (od 9 czerwca 1986)
- 11 czerwca 1986 – koncert w Lawlor Events Center w Reno w stanie Nevada
- 12 czerwca 1986 – koncert w Calexpo Amphitheatre w Sacramento w Kalifornii
- 13 czerwca 1986 – koncert w Greek Theatre” na University of California w Berkeley w Kalifornii
- 14 czerwca 1986 – koncert w Greek Theatre” na University of California w Berkeley w Kalifornii
- 16 czerwca 1986 – koncert w Pacific Amphitheater w Costa Mesa w Kalifornii
- 17 czerwca 1986 – koncert w Pacific Amphitheater w Costa Mesa w Kalifornii
- 18 czerwca 1986 – koncert w Veterans Memorial Coliseum w Phoenix w stanie Arizona
- 20 czerwca 1986 – koncert w Southern Star Amphitheater w Houston w stanie Teksas
- 21 czerwca 1986 – koncert w Irwin Center w Austin w Teksasie
- 24 czerwca 1986 – koncert w Market Square Arena w Indianapolis w stanie Indiana
- 26 czerwca 1986 – koncert w Hubert H. Humphrey Metrodome w Minneapolis w stanie Minnesota
- 30 czerwca 1986 – koncert w Pine Knob Music Theatre w Clarkston w stanie Michigan
- 4 lipca 1986 – koncert na Rich Stadium w Buffalo w stanie Nowy Jork
- 8 lipca 1986 – koncert w Great Woods Performing Arts Center w Mansfield w stanie Massachusetts
- 16 lipca 1986 – koncert w Madison Suqare Garden w Nowym Jorku w stanie Nowy Jork
- 20 lipca 1986 – koncert w The Spectrum w Filadelfii w stanie Pensylwania
- 21 lipca 1986 – koncert w Meadowslands Brendan T. Byrne Sports Arena w East Rutherford w stanie New Jersey
- 22 lipca 1986 – koncert w Great Woods Performing Arts Center w Mansfield w stanie Massachusetts
- 24 lipca 1986 – koncert w Sandstone Amphitheater w Bonner Springs w stanie Kansas
- 26 lipca 1986 – koncert w Red Rocks Amphitheatre w Morrison w stanie Kolorado
- 27 lipca 1986 – koncert w Red Rocks Amphitheatre w Morrison w stanie Kolorado
- 29 lipca 1986 – koncert na Civic Stadium w Portlandzie w stanie Oregon
- 1 sierpnia 1986 – koncert w The B.C. Place w prow. Kolumbia Brytyjska w Kanadzie
- 5 sierpnia 1986 – koncert w Shoreline Amphitheatre w Mountain View w Kalifornii

1988
Never Ending Tour (od 7 czerwca 1988; wszystkie koncerty Dylana od tego momentu są częścią Never Ending Tour)
Interstate 88 I
Część 1.: Letnie tournée po Kanadzie i USA
- 13 czerwca 1988 – koncert w Park West, Park City, Salt Lake City, Utah
- 15 czerwca 1988 – koncert w Fiddler’s Green Amphitheatre, Denver, Kolorado
- 21 czerwca 1988 – koncert w Blossom Music Center, Cuyahoga Falls, Ohio
- 24 czerwca 1988 – koncert w Garden State Performing Arts Center, Holmdel, New Jersey
- 28 czerwca 1988 – koncert w Finger Lakes Performing Arts Center, Canandaigua, stan Nowy Jork
- 30 czerwca 1988 – koncert w Jones Beach Theater, Jones Beach State Park w Wantagh w stanie Nowy Jork
- 3 lipca 1988 – koncert w Old Orchard Beach Ballpark w Portland w stanie Maine
- 6 lipca 1988 – koncert we Frederick Mann Music Center w Filadelfii w stanie Pensylwania
- 8 lipca 1988 – koncert w Forum de Montréal w Montrealu w prow. Quebec w Kanadzie
- 9 lipca 1988 – koncert w Ottawa Civic Center Arena w Ottawie w prow. Ontario w Kanadzie
- 11 lipca 1988 – koncert w Copps Coliseum, Hamilton, prow. Ontario, Kanada
- 14 lipca 1988 – koncert w Poplar Creek Music Theater w Hoffman Estates w Chicago w stanie Illinois
- 17 lipca 1988 – koncert w Meadowbrook Music Theater” na Oakland University w Rochester Hills w stanie Michigan
- 20 lipca 1988 – koncert w Marjorie Merriweather Post Pavilion w Columbia w stanie Maryland
- 22 lipca 1988 – koncert w Starwood Amphitheatre w Nashville w stanie Tennessee
- 24 lipca 1988 – koncert w Troy G. Chastain Memorial Park Amphitheatre w Atlancie w stanie Georgia
- 26 lipca 1988 – koncert w Mud Island Amphitheatre w Memphis w Tennessee
- 28 lipca 1988 – koncert w Starplex Amphitheatre w Dallas w stanie Teksas
- 2 sierpnia 1988 – koncert w Greek Theatre w Hollywood w Los Angeles w Kalifornii

Interstate 88 II
Część 2.: Letnie tournée po Północnej Ameryce (od 18 sierpnia 1988)
- 18 sierpnia 1988 – koncert w Portland Civic Auditorium, Portland, Oregon
- 11 września 1988 – koncert w Patriot Center, George Mason University, Fairfax, Virginia
- 18 września 1988 – koncert w Thompson-Boling Assembly Center and Arena, University of Tennessee, Knoxville, Tennessee

1989
Część 4.: Letnie europejskie tournée 1989 (od 27 maja 1989)
- 16 czerwca 1989 – koncert w Palacio Municipal Deportes Montjuic, Barcelona, Hiszpania

Część 5.: Letnie tournée po Ameryce Północnej (od 1 lipca 1989)
- 16 lipca 1989 – koncert w Lake Compounce Festival Park, Bristol, Connecticut
- 19 sierpnia 1989 – koncert w Illinois State Fair Grandstand, Springfield, Illinois

Część 6.: Jesienne tournée po USA (od 10 października 1989)
- 11 października 1989 – koncert w The Beacon Theatre, Nowy Jork, Nowy Jork
- 22 października 1989 – koncert w Keaney Auditorium, University of Rhode Island, South Kingston, Rhode Island
- 27 października 1989 – koncert w Houston Fieldhouse, Renselleaer Polytechnic Institute, Troy, Nowy Jork
- 29 października 1989 – koncert w Ben Light Gymnasium, Ithaca College, Ithaca, Nowy Jork
- 31 października 1989 – koncert w Arie Crown Theater, Chicago, Illinois
- 2 listopada 1989 – koncert w State Theater, Cleveland, Ohio
- 7 listopada 1989 – koncert w Chrysler Hall, Norfolk, Virginia
- 13 listopada 1989 – koncert w Sunrise Musical Theater, Miami, Floryda
- 15 listopada 1989 – koncert w Festival Hall, Tampa Bay Performing Arts Center, Tampa, Floryda

1990
Część 7. Never Ending Tour: Fastbreak Tour (od 12 stycznia 1990)
- 18 stycznia 1990 – koncert na Estadio Cicero Pompeu de Toledo, Morumbi Stadium, São Paulo, Brazylia
- 31 stycznia 1990 – koncert w Theatre de Grand Rex w Paryżu, Francja
- 6 lutego 1990 – koncert w Hammersmith Odeon w Londynie, Anglia, Wielka Brytania

Część 9.: Europejskie tournée Letni Festiwal (od 27 czerwca 1990)
- 27 czerwca 1990 – koncert w Laugardalsholl w Reykjavíku, Islandia

Część 10.: Późnoletnie tournée po Północnej Ameryce (od 12 sierpnia 1990)
- 11 września 1990 – koncert w Paola Solerli Amphitheater w Santa Fe, Nowy Meksyk

Część 11.: Jesienne tournée po USA (od 11 października 1990)
- 17 października 1990 – koncert w The Beacon Theatre w Nowym Jorku, Nowy Jork
- 30 października 1990 – koncert na Appalachian State University w Boone w stanie Karolina Północna
- 31 października 1990 – koncert w Ovens Auditorium w Charlotte w Karolinie Północnej

1991
Część 12.: Drugie Fastbreak Tour (od 29 stycznia 1991)
- 6 lutego 1991 – koncert w Dundonald Ice Bowl w Belfaście, Irlandia Północna

Część 13.: Wiosenne tournée po USA (od 19 kwietnia 1991)
- 9 maja 1991 – koncert w Matthews Arena, Northeastern University w Bostonie, Massachusetts

Część 14.: Letnie europejskie tournée (od 6 czerwca 1991)
- 7 czerwca 1991 – koncert w Arena Parco Nord w Bolonii, Włochy
- 19 czerwca 1991 – koncert w Stadthalle w Offenbach, Niemcy

1992
Część 18.: Australijskie tournée (od 18 marca 1992)
- 15 kwietnia 1992 – koncert w State Theatre w Sydney w Nowej Południowej Walii w Australii

Część 19.: Wiosenne amerykańskie tournée po Zachodnim Wybrzeżu (od 22 kwietnia 1992)
- 27 kwietnia 1992 – koncert w Paramount Theater w Seattle, Washington
- 20 maja 1992 – koncert w Pantages Theatre w Hollywood w Los Angeles w Kalifornii

- Część 20.: Tournée Europejski letni festiwal (od 26 czerwca 1992)
- 30 czerwca 1992 – koncert w Cote d’Opale, Kursaal w Dunkierce, Francja
- 5 lipca 1992 – koncert w Festa Communale Unita w Correggio, Włochy
- 10 lipca 1992 – koncert w Centre des Sports Leysin w Leysin, Szwajcaria (w czasie Leysin Rock Festival)

Część 21.: Późnoletnie tournée po Ameryce Północnej (od 17 sierpnia 1992)
- 2 września 1992 – koncert w Orpheum Theater w Minneapolis, Minnesota
- 11 września 1992 – koncert w Oak Mountaing Amphitheater w Pelham, Alabama

Część 22.: Jesienne tournée po USA (od 9 października 1992)
- 8 listopada 1992 – koncert w University Center, University of Miami w Coral Gables, Floryda

1994
Część 28.: Dalekowschodnie tournée (od 5 lutego 1994)
- 20 lutego 1994 – koncert w Nippon Housou Kyoukai Hall, Tokyo, Japonia

Część 31.: Letnie tournée po USA (od 10 sierpnia 1994)
- 17 sierpnia 1994 – koncert na Hershey Park Stadium, Hershey, Pennsylvania
- 19 sierpnia 1994 – koncert w IC Tent, Stadion Square, Pittsburgh, Pennsylvania

1995
Część 33.: Europejskie wiosenne tournée (od 11 marca 1995)
- 5 kwietnia 1995 – koncert w Labatts Apollo w Manchesterze w Anglii
- 7 kwietnia 1995 – koncert w Edinburgh Playhouse, Edynburg, Szkocja, Wielka Brytania

Część 35.: Letnie europejskie tournée (od 29 czerwca 1995)
- 24 lipca 1995 – Koncert w El Pueblo Espanol, Barcelona, Hiszpania

Część 37.: Tournée Raj utracony (od 7 grudnia 1995)
- 16 grudnia 1995 – koncert w Electric Factory, Filadelfia, Pennsylvania

1996
Część 38: Wiosenne tournée po USA i Kanadzie (od 13 kwietnia 1996)
- 5 maja 1996 – koncert w Miller Lite Stage, 3rd Annual Music Midtown, Atlanta, Georgia

Część 39: Letnie europejskie tournée (od 15 czerwca 1996)
- 7 lipca 1996 – koncert na Piazza Duomo, Pistoia, Włochy (w ramach Pistoia Blues Festival)
- 27 lipca 1996 – koncert w Lida Friluftsgard, Tullinge, Sztokholm, Szwecja (z okazji Lollipop Festival, scena 1.)

1997
Część 42: Wiosenne tournée po USA i Kanadzie (od 31 marca 1997)
- 10 kwietnia 1997 – koncert w Sullivan Gym, University of Southern Maine, Portland, Maine
- 13 kwietnia 1997 – koncert w Recreation Center, William Paterson College, Wayne, New Jersey

1998
Część 47: Zimowe tournée po USA (od 13 stycznia 1998)
- 20 stycznia 1998 – koncert w The Theater, Madison Square Garden. Nowy Jork, Nowy Jork
- 24 stycznia 1998 – koncert w Fleet Center, Boston, Massachusetts

Część 50: Letnie europejskie tournée (od 30 maja 1998)
- 2 czerwca 1998 – koncert w Messehalle 7, Lipsk, Niemcy
- 20 czerwca 1998 – koncert w Newcastle Arena, Newcastle, Anglia, Wielka Brytania
- 27 czerwca 1998 – koncert na Wembley Arena, Londyn, Anglia, Wielka Brytania
- 1 lipca 1998 – koncert w The Forum, Dijon, Francja
- 6 lipca 1998 – koncert na Piazza Napoleone, Lucca, Włochy
- 12 lipca 1998 – koncert na Racetrack, Frauenfeld, Zurych, Szwajcaria (na Out in the Green Festival)

Część 53: Jesienne tournée po USA i Kanadzie (od 15 października 1998)
- 2 listopada 1998 – koncert w Onondaga County War Memorial Auditorium, Syracuse, Nowy Jork

1999
Część 54: Zimowe tournée po USA (od 26 stycznia 1999)
- 30 stycznia 1999 – koncert w Ice Palace, Tampa, Floryda

Część 55: Wiosenne tournée po Europie (od 7 kwietnia 1999)
- 21 kwietnia 1999 – koncert w Pabellon Principie Felipe, Zaragoza, Hiszpania
- 25 kwietnia 1999 – koncert na Hallenstadion, Zurych, Szwajcaria
- 28 kwietnia 1999 – koncert w Hali Tivoli, Lublana, Słowenia
- 30 kwietnia 1999 – koncert w Stadthalle, Wiedeń, Austria

Część 56: Letnie tournée po USA z Paulem Simonem (od 5 czerwca 1999)
- 14 czerwca 1999 – koncert w Erb Memorial Union Ballroom, University of Oregon. Eugene, Oregon
- 6 lipca 1999 – koncert w Saint Andrews Hall, Detroit, Michigan
- 27 lipca 1999 – koncert w Madison Square Garden, Nowy Jork, Nowy Jork

Część 58: Jesienne tournée z Philem Leshem i Przyjaciółmi po USA (od 26 października 1999)
- 3 listopada 1999 – koncert w Value City Arena, Jerome Schottenstein Center, Ohio State University. Columbus, Ohio
- 14 listopada 1999 – koncert w Centrum Arena, Worcester, Massachusetts
- 19 listopada 1999 – koncert w Copa Room, Sands Casino w Atlantic City w stanie New Jersey

## Dyskografia
Albumy
- 1963: The Freewheelin’ Bob Dylan
- 1971: Bob Dylan’s Greatest Hits Vol. II
- 1978: Masterpieces
- 2002: The Bootleg Series Vol. 5: Bob Dylan Live 1975, The Rolling Thunder Revue
- 2004: The Bootleg Series Vol. 6: Bob Dylan Live 1964, Concert at Philharmonic Hall
- 2005: The Bootleg Series Vol. 7: No Direction Home: The Soundtrack
- 2005: Live at the Gaslight 1962
- 2007: Dylan

## Filmografia
Filmy telewizyjne
- 1976: Hard Rain (dokumentalny)

## Wersje innych wykonawców
- 1963: Pete Seeger – We Shall Overcome (World of Pete Seeger, 1973; We Shall Overcome: Complete Carnegie Hall Concert, 1989)
- 1964: Linda Mason – How Many Seas Must a White Dove Sail?
- 1965: Joan Baez – Farewell Angelina (The First 10 Years, 1970; Live Europe ’83, 1984; Rare, Live & Classic, 1993)
- 1965: Rod MacKinnan – Folk Concert Down Under
- 1966: Per Dich – Surt og Soodt
- 1971: Leon Russell – The Shelter People (Retrospective, 1997)
- 1971: Bob Gibson – Bob Gibson
- 1971: John Schroder – Dylan’s Vibrations
- 1972: The Tribes – Bangla Desh
- 1972: Jacek Kaczmarski (jako „Ciężki deszcz”, we własnym tłumaczeniu Kaczmarskiego)[3]
- 1973: Bryan Ferry – These Foolish Things (Street Life, 1986); More Than This: The Best of…, 1999)
- 1973: The Staple Singers – Use What You Got
- 1979: Nana Muschuri – Á Paris
- 1986: Roxy Music – Street Life: 20 Greatest Hits
- 1987: The Texas Instruments – The Texas Instruments
- 1988: Ball – Bird
- 1989: Edie Brickell & New Bohemians – album różnych artystów Born on the Fourth of July (muzyka filmowa)
- 1992: Barbara Dickson – Don't Think Twice, It’s Alright
- 1992: Vole – A Tribute to Bob Dylan
- 1993: Melanie – Silence Is King
- 1993: Leon Russell – album różnych wykonawców The Songs of Bob Dylan
- 1994: Hanne Bol – Misty Parade
- 1999: Gerard Quintana and Jordi Batiste –  Els Miralls de Dylan
- 2000: Andy Hill – It Takes a Lot to Laught
- 2000: Pete Seeger – album różnych wykonawców The Best of Bradside 1962–1988
- 2000: Both – album różnych wykonawców Duluth Does Dylan
- 2017: dylan.pl i Martyna Jakubowicz – Niepotrzebna pogodynka, żeby znać kierunek wiatru (jako „Na twardy deszcz już zbiera się”)